# 虹光亮樱蛤
虹光亮樱蛤（学名：Nitidotellina iridella），是帘蛤目樱蛤科Nitidotellina属的一种。主要分布于韩国、中国大陆、台湾，常栖息在潮间带至潮下带40米。